# Lanesborough (Massachusetts)
Lanesborough es un pueblo ubicado en el condado de Berkshire en el estado estadounidense de Massachusetts. En el Censo de 2010 tenía una población de 3.091 habitantes y una densidad poblacional de 40,35 personas por km².

## Geografía
Lanesborough se encuentra ubicado en las coordenadas 42°32′9″N 73°14′28″O / 42.53583, -73.24111. Según la Oficina del Censo de los Estados Unidos, Lanesborough tiene una superficie total de 76.6 km², de la cual 74.7 km² corresponden a tierra firme y (2.49%) 1.91 km² es agua.

## Demografía
Según el censo de 2010, había 3.091 personas residiendo en Lanesborough. La densidad de población era de 40,35 hab./km². De los 3.091 habitantes, Lanesborough estaba compuesto por el 96.89% blancos, el 1.39% eran afroamericanos, el 0.03% eran amerindios, el 0.65% eran asiáticos, el 0.03% eran isleños del Pacífico, el 0.16% eran de otras razas y el 0.84% pertenecían a dos o más razas. Del total de la población el 1.33% eran hispanos o latinos de cualquier raza.